# Sebastian Rohrbach

Sebastian Rohrbach

Sebastian Valentin Tobias Johannes Edler von Koch auf Rohrbach (* 13. Februar 1975 in München) ist ein deutscher Schauspieler. Bis 2009 hat er unter dem Namen Sebastian von Koch gearbeitet.

## Leben
Er absolvierte seine Ausbildung an der Universität für Musik und darstellende Kunst Graz und  arbeitet seitdem vorwiegend in festen Engagements am Theater u. a. am Schauspiel Bonn, Schauspiel Köln und  Theater Dortmund. Die Schauspielerin Elisabeth von Koch ist seine Schwester. Sebastian Rohrbach lebt in Berlin.

## Filmografie (Auswahl)
- 2003: Kleinigkeiten, Regie: Christoph Englert
- 2005: SOKO 5113, Regie: Jörg Schneider
- 2005: Helen, Fred und Ted, Regie: Sherry Hormann
- 2005: Kurhotel Alpenschloß, Regie: Peter Sämann
- 2006: Die Rosenheim-Cops – Das verschwundene Dorf, Regie: Stefan Klisch
- 2006: Um Himmels Willen, Regie: Ulrich König
- 2007: Ich Chef, du nix, Regie: Yasemin Şamdereli
- 2007: Die Marco Rima Show, Regie: Dietmar Schuch
- 2007–2008: Zack! Comedy nach Maß, Regie: Joris Hermanns / Dietmar Schuch
- 2008: Man liebt sich immer zweimal, Regie: Holger Haase
- 2008: Gute Zeiten, schlechte Zeiten
- 2009: Inga Lindström – Zwei Ärzte und die Liebe, Regie: Peter Weissflog
- 2010: In jeder Beziehung (Pilot), Regie: Tommy Wosch
- 2010: Inga Lindström – Wilde Pferde auf Hillesund, Regie: Martin Gies
- 2011: Herzflimmern – Die Klinik am See, Regie: Renate Gosiewski, David Carreras
- 2012: In jeder Beziehung (1. Staffel/Hauptcast), Regie: Tommy Wosch
- 2012: Marcel über den Dächern (Kino), Regie: Sebastian Stolz

## Sonstiges
- 2010: Das perfekte Promi-Dinner Runde vom 17. Oktober 2010 mit Kristina Bach, Moritz Lindbergh, Annemarie Eilfeld, Sebastian Rohrbach (3. Platz)
- 2013: Deutscher Comedypreis : nominiert für In jeder Beziehung (RTL) in der Kategorie „Beste Sketchcomedy“